# 대동전자
대동전자(Daidong Electronics Ltd)는 대한민국의 통신음향 및 전자기계 기업이다. 본사는 서울시 금천구 가산디지털1로 33에 위치해 있으며 대표이사는 김명성이다.

 2024년 주가 안정 및 주식가치 제고를 위해 자사주 44억 3300만원 어치를 취득하기로 하였다

## 역사
1972년 10월 한국대동전자공업로 설립되었고 2003년 12월에 현재의 상호로 변경하였다.

## 참고문헌
1. ↑  감사의견 '한정'…관리종목 지정된 대동전자, 21%대 '급락', 한국경제, 2023.06.21
2. ↑  대동전자, 관리종목 지정 ‘급락’, 조선비즈, 2023년 6월 21일
3. ↑  포스코홀딩스 주가도 올려버린 ‘농슬라’ 대동은 어떤 기업?, 시사저널, 2023년 9월 5일
4. ↑  대동전자, 44억 규모 자사주 취득 결정, 헤럴드경제, 2024년 4월 12일